# Vrakuňa
| Vrakuňa             | Vrakuňa                   |
| ------------------- | ------------------------- |
| Vrakuňa             |                           |
| Grb                 | Karta                     |
|                     |                           |
| Opći podaci         |                           |
| Kraj:               | Bratislavský              |
| Okrug:              | Bratislava II             |
| Regija:             | Bratislava i okolica      |
| Nadmorska visina:   | m                         |
| Površina:           | 10,3 km²                  |
| Stanovništvo:       | 19866 (8. rujna 2006.)    |
| Gustoća:            | 1928 stan./km2            |
| Statistički kôd:    | 529338                    |
| Registarska oznaka: | BA                        |
| Poštanski broj:     |                           |
| Pozivni broj:       | 02                        |
| Stranica:           | www.bratislava-vrakuna.sk |
| Načelnik:           | Martin Kuruc              |

Vrakuňa (njemački: Fragendorf, mađarski: Vereknye) je gradska četvrt u Bratislavi. Ovu četvrt u dva dijela dijeli Mali Dunav.
Vrakuňa je postala dio Bratislave 1. siječnja 1972.

## Podjela
Ova četvrt podijeljena je u tri (neslužbena) dijela:
- Dolné hony
- Ketelec
- Lieskovec